# Weißflügelgimpel
Der Weißflügelgimpel (Rhodospiza obsoleta) ist eine Finkenart aus der Unterfamilie der Stieglitzartigen. Er kommt vom Nahen Osten bis in den Nordwesten von China vor. Die monotypische Art, deren taxonomische Einordnung lange umstritten war, wurde in der Vergangenheit in die Gattungen Fringilla, Bucanetes, Carduelis sowie Rhodopechys gestellt. Zurzeit (2018) stellt sie  die einzige Art der Gattung Rhodospiza dar. Sie wird von der IUCN als nicht gefährdet (least concern) eingestuft.

## Beschreibung

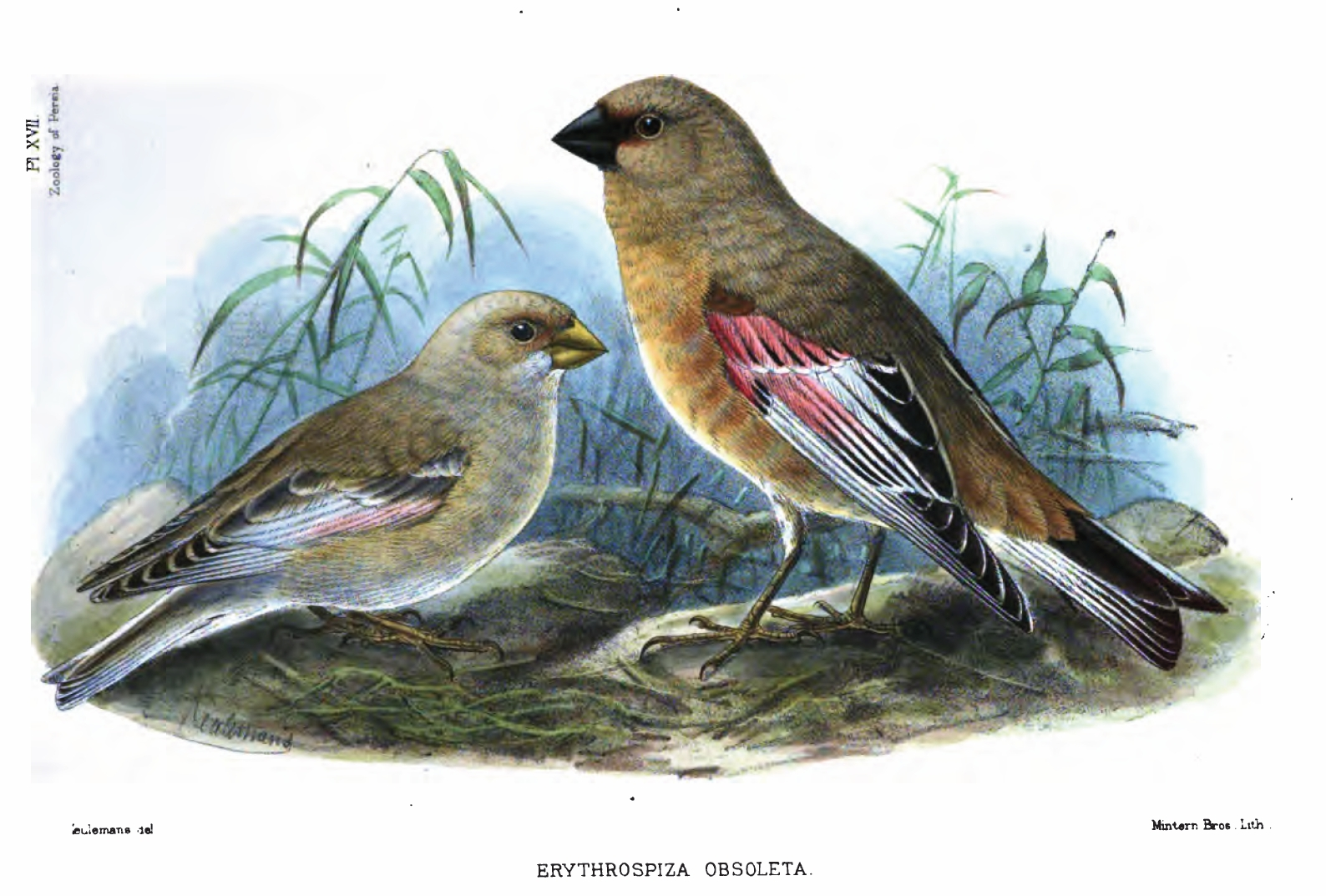
Weißflügelgimpel, rechts Männchen im Prachtkleid, links Weibchen im Schlichtkleid oder Jungvogel

Der Weißflügelgimpel erreicht mit einer Körperlänge von 14,5 bis 15 cm etwa die Größe eines Grünlings und ähnelt diesem auch im Habitus. Es handelt sich um einen schlanken, überwiegend sandfarbenen Finken mit charakteristischer schwarz-weißer Zeichnung auf Flügeln und Schwanz, die am Flügel zudem durch auffällige hellrosa Partien ergänzt wird. Der kräftige Schnabel ist kegelförmig und spitz. Beine und Füße sind dunkel fleischfarben. Es ist ein leichter Sexualdimorphismus vorhanden.
Beim Männchen fallen im Prachtkleid der schwarze Schnabel und die schwarze Zügelpartie vor dem Auge auf. Kopf, Rücken und Schultern – inklusive der mittleren Armdecken – sowie Brust und Flanken sind fahl bis gräulich sandfarben. An der Stirn und im Gesicht spielt die Färbung in ein wärmeres Ocker. Am unteren Rücken geht die Färbung in das warme Hell- bis Rotbraun der Oberschwanzdecken über. Bauch und Unterschwanzdecken sind weißlich. Die großen Armdecken sind dunkelbraun bis schwarz mit breit rosa gesäumten Außenfahnen, die Handdecken dunkel mit rosa Außenfahnen an der Basis. Die Alula ist schwarz und nur fein rosa gesäumt. Die Hand- und die äußeren Armschwingen sind schwarz mit weißem Saum, die inneren Armschwingen zeigen an der Basis einen rosa Saum. Beim sitzenden Vogel bilden das Schwarz der Alula und der Schwingen sowie die weißen und rosa Partien ein charakteristisches Flügelmuster. Im Flug fällt das Rosa in der Flügelmitte im Vergleich zu den blassen Säumen der Handschwingen auf. Der leicht gegabelte Stoß ist schwarz mit außen breit weiß gesäumten Steuerfedern. Das innere Paar ist am Ende ebenfalls breit weiß gesäumt, die übrigen tragen eine weiße Spitze. An den äußeren Steuerfedern ist der weiße Saum sehr fein.
Beim Weibchen sind die beim Männchen dunklen Partien des Großgefieders sandfarben bis graubraun, so dass es insgesamt sehr viel kontrastärmer wirkt. Der schwarze Zügel des Männchens fehlt oder ist nur sehr schwach ausgeprägt. Im abgetragenen Gefieder nähern sich die Männchen den Weibchen an. Bei beiden Geschlechtern ist der Schnabel außerhalb der Brutzeit hornfarben mit dunkler Spitze.
Die Jungvögel ähneln den Weibchen, die Zeichnung der Flügel ist jedoch noch weniger ausgeprägt. Der Schnabel ist noch unausgefärbter als bei den Altvögeln im Winter.

## Systematik
Der Weißflügelgimpel gehört wie der Wüstengimpel, der Mongolengimpel und der Rotflügelgimpel zu den vier sogenannten „Steingimpel“-Arten. Die Systematik dieser Arten ist umstritten. Sibley & Monroe (1990) schlugen eine Vereinigung in der Gattung Rhodopechys vor, andere Autoren sehen dagegen nach wie vor eine Unterteilung in die Gattungen Bucanetes (Wüsten- und Mongolengimpel), Rhodopechys (Rotflügelgimpel) und Rhodospiza (Weißflügelgimpel) vor.
Untersuchungen aus dem Jahr 2006 haben gezeigt, dass der Weißflügelgimpel mit den Zeisigen eng verwandt ist. Darauf weisen nicht nur die DNA und die Lautäußerungen des Weißflügelgimpels hin, sondern auch der schwarze Zügel des Männchens. Der gemeinsame Vorfahr der Zeisige und des Weißflügelgimpels lebte nach heutiger Einschätzung vor etwa sechs Millionen Jahren und war möglicherweise eine Art semiarider Habitate. Es wird vermutet, dass ausgehend von diesem Vorfahren sich eine eher auf Waldhabitate spezialisierte Linie (Zeisige) und eine stark an das Leben in ariden Habitaten (Weißflügelgimpel) entwickelte. 
Neuere Untersuchungen aus dem Jahr 2012 haben die Verwandtschaftsverhältnisse genauer aufgeschlüsselt und zeigen, dass die nächsten Verwandten die Goldflügelgimpel sind.
Der vorgenannten Untersuchung und der International Ornithological Union folgend, wird hier die Art in die Gattung Rhodospiza eingeordnet.

## Verbreitungsgebiet und Lebensweise
Das Verbreitungsgebiet des Weißflügelgimpels ist sehr groß und umfasst nach Einschätzung der IUCN 4,3 Millionen Quadratkilometer. Es erstreckt sich von Israel, Syrien, dem Südosten der Türkei, Irak, Iran, Afghanistan und dem Nordwesten von Pakistan bis in den Nordwesten Chinas. Der Weißflügelgimpel ist eine Art arider Lebensräume und kommt in bergigem und offenem Gelände vor, dass locker mit Bäumen und Büschen bestanden ist. Er ist häufig auch an Straßen- und Feldrändern zu beobachten. 

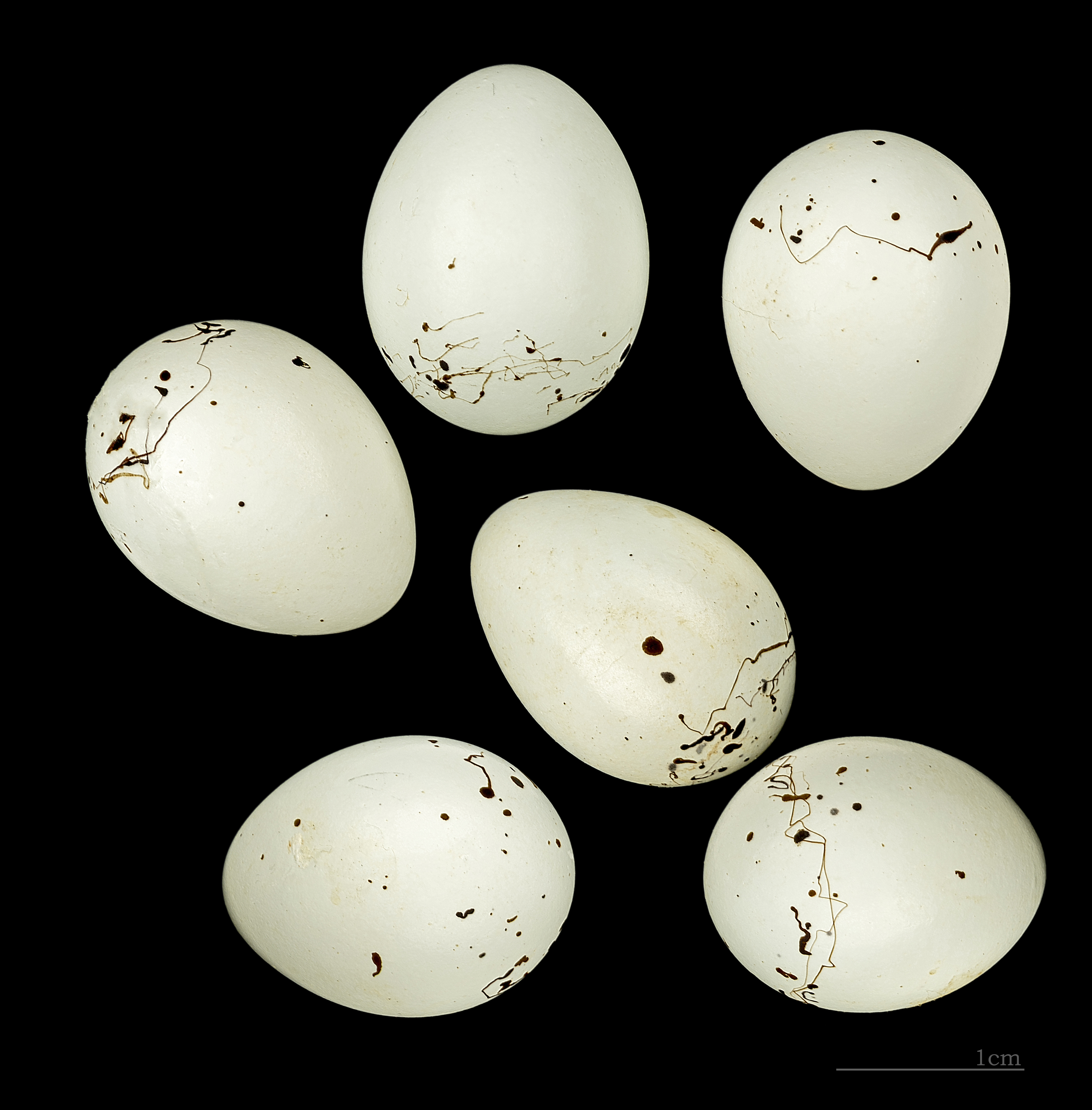
Rhodospiza obsoleta

Das Gelege besteht aus vier bis sieben bläulichen Eiern, die eine rotbraune bis schwarze Kritzelung aufweisen. Die Brutdauer beträgt zwölf bis dreizehn Tage. Die Jungvögel sind nach 14 bis 16 Tagen flügge und mit 30 bis 35 Tagen selbständig.

## Belege